# Kinzigaue bei Gelnhausen
Kinzigaue bei Gelnhausen ist ein Naturschutzgebiet auf dem Gebiet der Stadt Gelnhausen im Main-Kinzig-Kreis in Hessen. Das Naturschutzgebiet liegt südlich der Kernstadt von Gelnhausen entlang der Kinzig, zwischen der nördlich verlaufenden Landesstraße L 3333 und der südlich verlaufenden A 66.

## Bedeutung
Das Gebiet wurde 1998 mit einer Größe von 32,3 ha als Naturschutzgebiet ausgewiesen. Heute ist es 31,76 ha groß und hat die Kennung 1435085.